# چراغ (داغستان)
چراغ (به لاتین: Chirag) یک منطقهٔ مسکونی در روسیه است که در شهرستان آگولسکی واقع شده‌است.